# Sexualité masculine
La sexualité masculine comprend l'ensemble des aspects physiologiques, psychologiques et comportementaux de la sexualité des hommes.
Elle a fait l'objet d'études thématiques dans une distinction de sexe et de genre classique entre une sexualité proprement masculine et une sexualité féminine au sein de la sexualité humaine. Ainsi délimité, ce thème peut être abordé sous de nombreux angles, qu'il s'agisse de la sexologie, de la psychologie, de la psychanalyse, ou bien de la sociologie, ou encore d'études s'intéressant au traitement de la sexualité masculine dans le droit ou les religions.

## Attirance sexuelle
Les préférences des hommes sont fondées sur des facteurs physiques et non physiques, les premiers étant prédominants. Il y a beaucoup de similitudes interculturelles dans les préférences des hommes, mais il y a aussi quelques différences notables.

### Intérêt pour les relations à court terme ou à long terme
Selon un psychologue évolutionniste, les hommes plus que les femmes auraient une préférence innée pour les relations à court terme, et cette préférence serait, conformément aux théories de Robert Trivers, la conséquence d'un avantage reproductif induit par ce type de relations, qui leur permettraient de disséminer leur semence afin d'avoir plus de chances de produire des enfants. Une autre théorie adaptative émise par la même école est que les hommes trouveraient au contraire un avantage sélectif en ayant des relations à long terme, qui leur permettraient de dépenser une énergie moindre, l'accès aux femmes étant coûteux en temps et ressources, de s'assurer de leur paternité réelle en contrôlant leur partenaire, de coopérer avec elle dans l'élevage des enfants et dans une spécialisation sexuée du travail.
Pour l'OMS, toutes ces différences d'attitude ne reflètent qu'une construction sociale liée aux rôles de genre inculquée dès l'enfance. Selon les cultures, les normes sociales imposent avec plus ou moins de vigueur des attentes différentes : « les femmes ne devraient pas souhaiter avoir une activité sexuelle ni la trouver agréable, ni avoir des relations sexuelles hors mariage. L'activité sexuelle doit être envisagée à des fins de procréation […alors que] les hommes et les garçons sont souvent socialisés pour se sentir en droit d'avoir des relations sexuelles et du plaisir et pour que leur estime de soi soit démontrée à travers leurs prouesses sexuelles et leurs notions d'autorité et de pouvoir. » Ces rôles de genre dictent les attitudes à avoir (attitudes supposées passives ou actives) ainsi que les motivations qu'il est légitime d'exprimer dans la recherche d'activités sexuelles : la curiosité, le plaisir et leur statut vis-à-vis de leurs pairs sont des revendications fréquentes chez les garçons.

## L'approche sexologique

### Aspects biologiques du désir sexuel masculin
L'appareil génital masculin se forme au cours de la gestation sous l'influence de certains gènes du chromosome Y, puis des hormones androgènes, qui continuent à influencer le développement de l'organisme pendant toute la vie. La principale hormone androgène chez l'homme est la testostérone, qui influe sur son désir sexuel.

### Les zones érogènes chez l'homme
Comme chez les femmes, l'ensemble du corps d'un homme peut devenir érogène une fois stimulé, et les zones érogènes varient selon les individus. Il existe cependant des zones érogènes masculines communes, situées sur l'organe génital, donc le pénis, les testicules et le scrotum ainsi que la zone allant du scrotum à l'anus. La prostate est également une zone érogène importante chez l'homme.
Une enquête publiée dans le British Journal of Urology en 2009, menée sur un peu plus de 80 hommes en bonne santé à qui il était demandé d'évaluer eux-mêmes la sensibilité de différentes zones érogènes, indique que parmi les zones les plus sensibles se trouvent, par ordre décroissant, le dessous du gland, le dessous du pénis, le dessus et les côtés du gland, le dessus du pénis, plus rarement le prépuce, puis la peau du scrotum (sur le devant ou le derrière) et la peau située autour de l'anus. Parmi les autres zones érogènes les plus citées dans la même enquête figurent le scrotum en général, l'oreille, la peau située entre le scrotum et l'anus, le cou, les seins et les tétons, les fesses, l'anus (par stimulation de la peau extérieure ou bien avec pénétration), les poignets, et les aisselles.

## L'approche psychanalytique
Au tournant des XIXe – XXe siècles, le fondateur de la psychanalyse, Sigmund Freud, étudie le développement sexuel du garçon puis de l'homme et élabore une théorie sur la sexualité infantile du garçon, puis sur le complexe d'Œdipe, selon lequel, lors du stade phallique de son développement psycho-affectif, le garçon entretiendrait, entre 3 et 6 ans, un désir inconscient et incestueux pour sa mère et une rivalité inconsciente avec son père, avant d'affronter ce complexe lors de la préadolescence, et de déplacer son désir vers d'autres objets.
Le complexe d'Œdipe a été fortement nuancé par les psychanalystes après Freud, et critiqué par les détracteurs de la psychanalyse.

#### Sexologie
- (fr) Louis Coulonval, « Physiologie de l'acte sexuel masculin », Santé mentale au Québec, volume 5, n°2, 1980, p. 128-136. [lire en ligne]
- (en) Alfred Kinsey, Sexual Behavior in the Human Male, 1948 (traduit en français sous le titre Le Comportement sexuel de l'homme).  (ISBN 978-0253334121)
- (fr) Sylvain Mimoun, Lucien Chaby, La sexualité masculine, Flammarion, 1996.  (ISBN 9782080354228)
- (en) J.-M. Schober, H. F. Meyer-Bahlburg, C. Dolezal, « Self-ratings of genital anatomy, sexual sensitivity and function in men using the 'Self-Assessment of Genital Anatomy and Sexual Function, Male' questionnaire », British Journal of Urology, avril 2009, vol. 103 (n°8), p. 1096-103. [lire en ligne]

#### Histoire
- (fr) Claude Calame, L'Éros dans la Grèce antique, Belin, 2009.
- (fr) Florence Dupont et Thierry Eloi, L'érotisme masculin à Rome, Belin, 2001.
- (fr) Thierry Eloi, « La sexualité de l'homme romain antique. Actualité bibliographique », Clio, n°22, 2005, p. 167-184. [lire en ligne]

#### Psychanalyse
- (fr) Silvia Bleichmar, Paradoxes de la sexualité masculine, préface de Jean Laplanche, PUF, 2010.  (ISBN 2130569234)
- (fr) Didier Dumas, La sexualité masculine, Éditions Albin Michel, 1990.  (ISBN 978-2226040138)

#### Sociologie
- (fr) Elsa Cayat, Antonio Fischetti, Le désir et la putain : Les enjeux cachés de la sexualité masculine, Albin Michel, 2007.  (ISBN 978-2226179272)